# 中吾妻山
中吾妻山（なかあづまやま）は、福島県耶麻郡猪苗代町にある火山である。磐梯朝日国立公園に属する。

## 概要
吾妻連峰を構成する山の一つ。福島県と山形県の県境にある吾妻連峰の東大巓（ひがしだいてん、1,927.9m）を主稜とし、そこから南に続く中吾妻火山群の南端にあり、継森（つぐもり、1,910.2m）の南に続く。標高は1,930.6m。三等三角点「中吾妻」が設置されている。
東側には谷地平湿原と大倉川、西側には中津川の峡谷があり、両河川とも秋元湖に注ぐ。山体は緩やかな勾配の斜面で構成されており、侵食されていない原形地形を呈するが、東西両側は両河川による侵食谷が発達し、火山地形と峡谷との地形境界が明確である。南斜面の標高1,400m以上は山頂までオオシラビソ、コメツガなどの亜高山帯針葉樹林に覆われ、標高1,400m未満と峡谷壁にはブナ帯林が広がる。
古くから信仰の対象の山であり、西側中腹には吾妻山神社が祀られ、修験道の山とされた。山頂に至る登山道は存在しない。かつては中吾妻山北側鞍部を東西に越える道筋、および吾妻山神社からヤケノママを経由して県境の縦走路に至る道筋があったが、現在はほぼ完全に消滅した。

## 谷地平湿原
中吾妻山の東側に谷地平湿原（やちだいらしつげん）があり、継森、東大巓、昭元山、烏帽子山、家形山、東吾妻山に囲まれている。湿原中心部の標高は約1,504m、面積は約30haに広がり、池塘、浮島がある。湿原を構成する泥炭層の下位には湖成堆積物の粘土層がみられ、湿原形成以前は湖水であったと考えられる。
湿原の中央に登山道を兼ねた木道や案内板が整備され、近くには無人の谷地平避難小屋（10人程度収容）が設置されている。
谷地平へのアクセスは浄土平から姥ヶ原を経由して下るか、もしくは県境の縦走路から大倉新道を経て下るのが一般的であるが、いずれも悪路で沢の渡渉も要する。

## ギャラリー

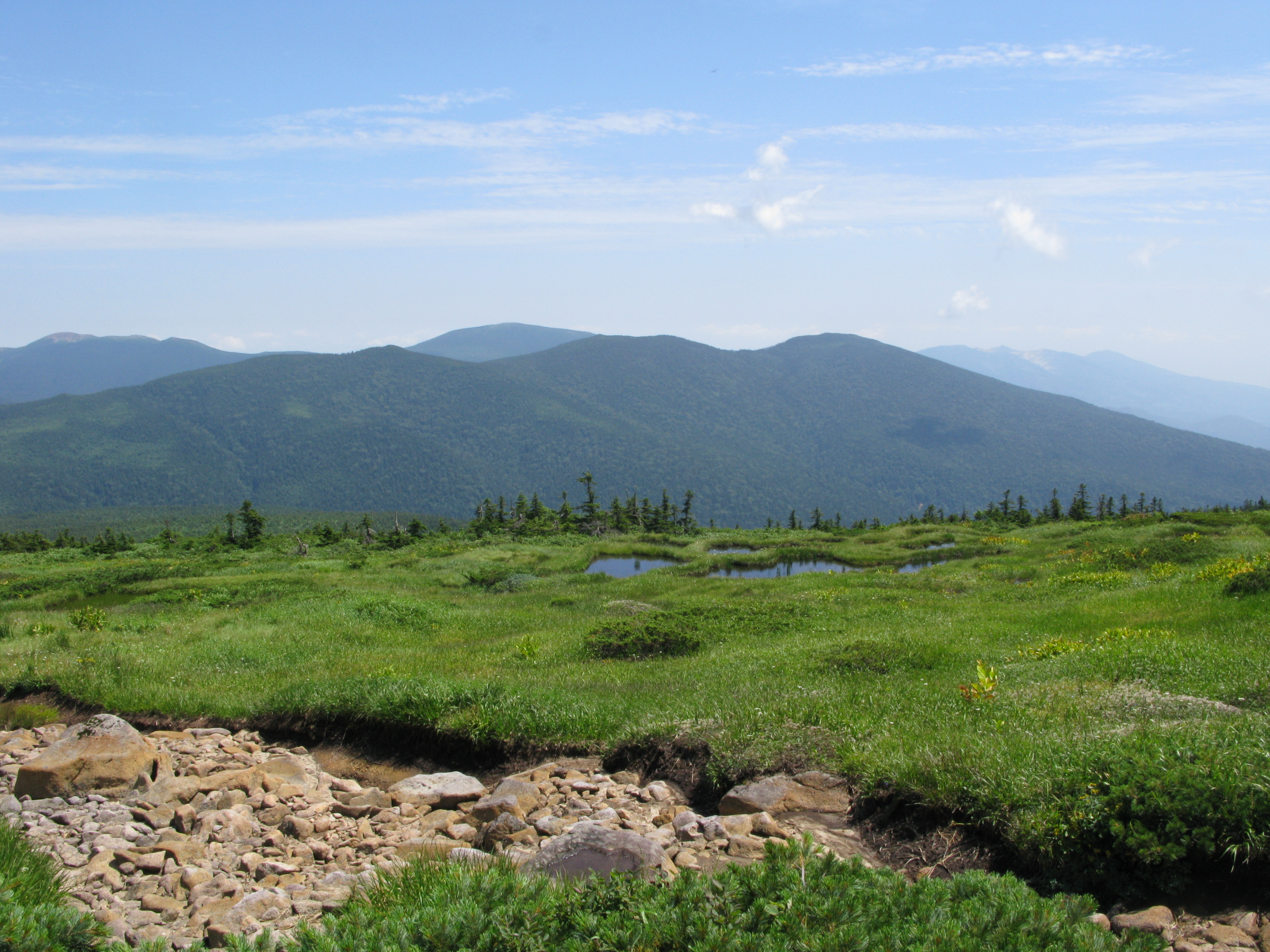
西吾妻山梵天岩付近から中吾妻山
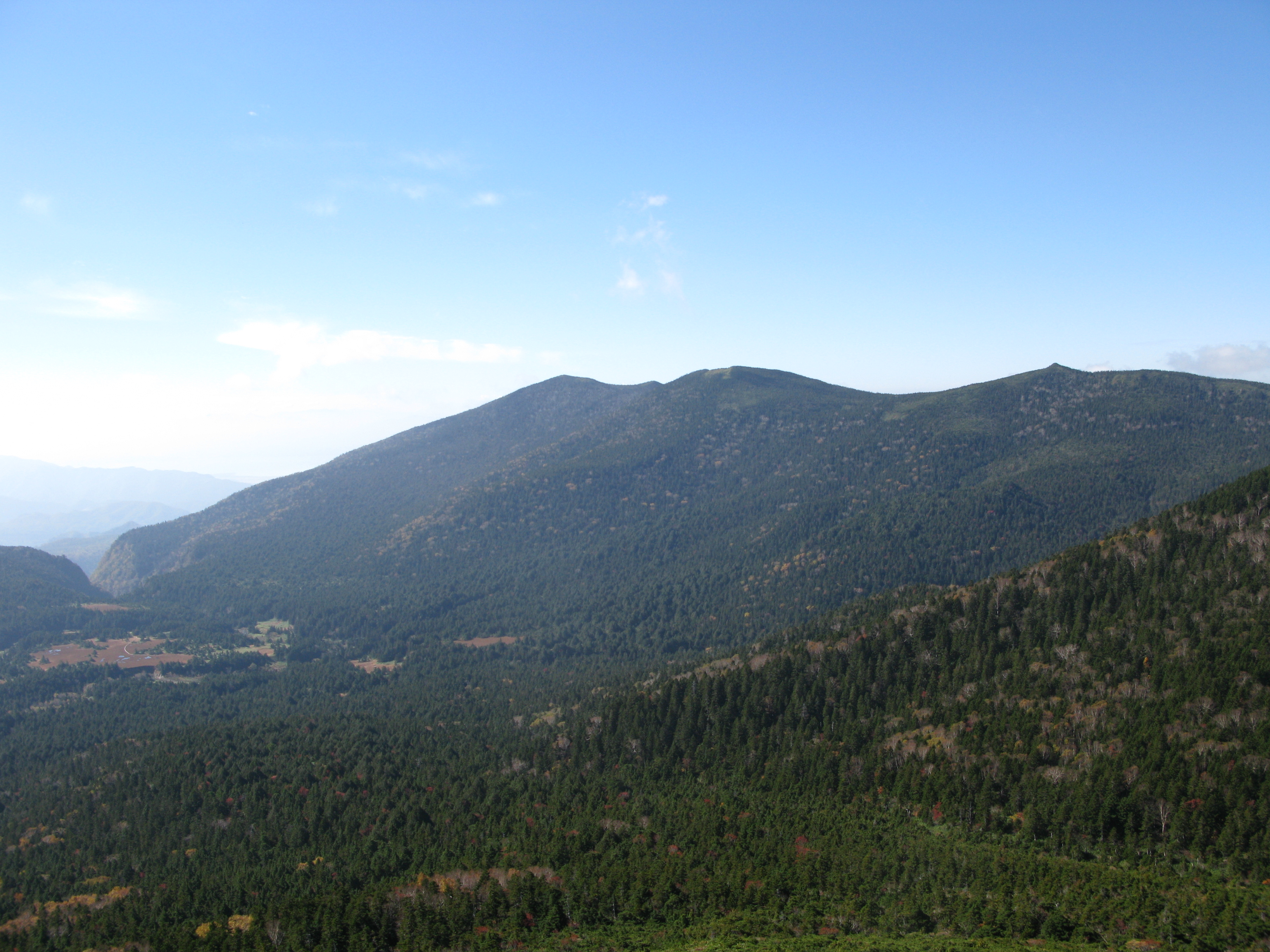
烏帽子山から中吾妻山、谷地平湿原（左）
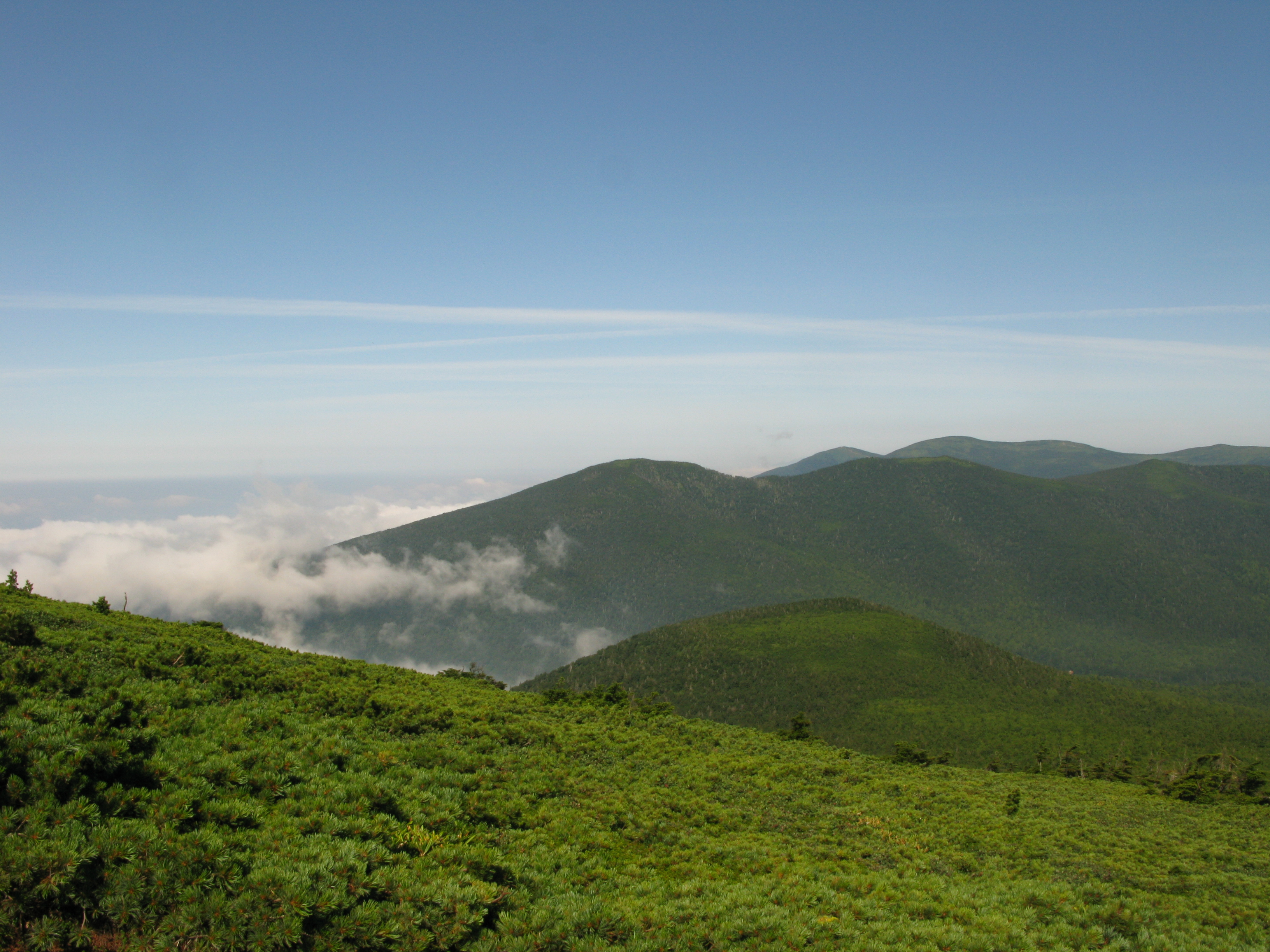
東吾妻山から中吾妻山
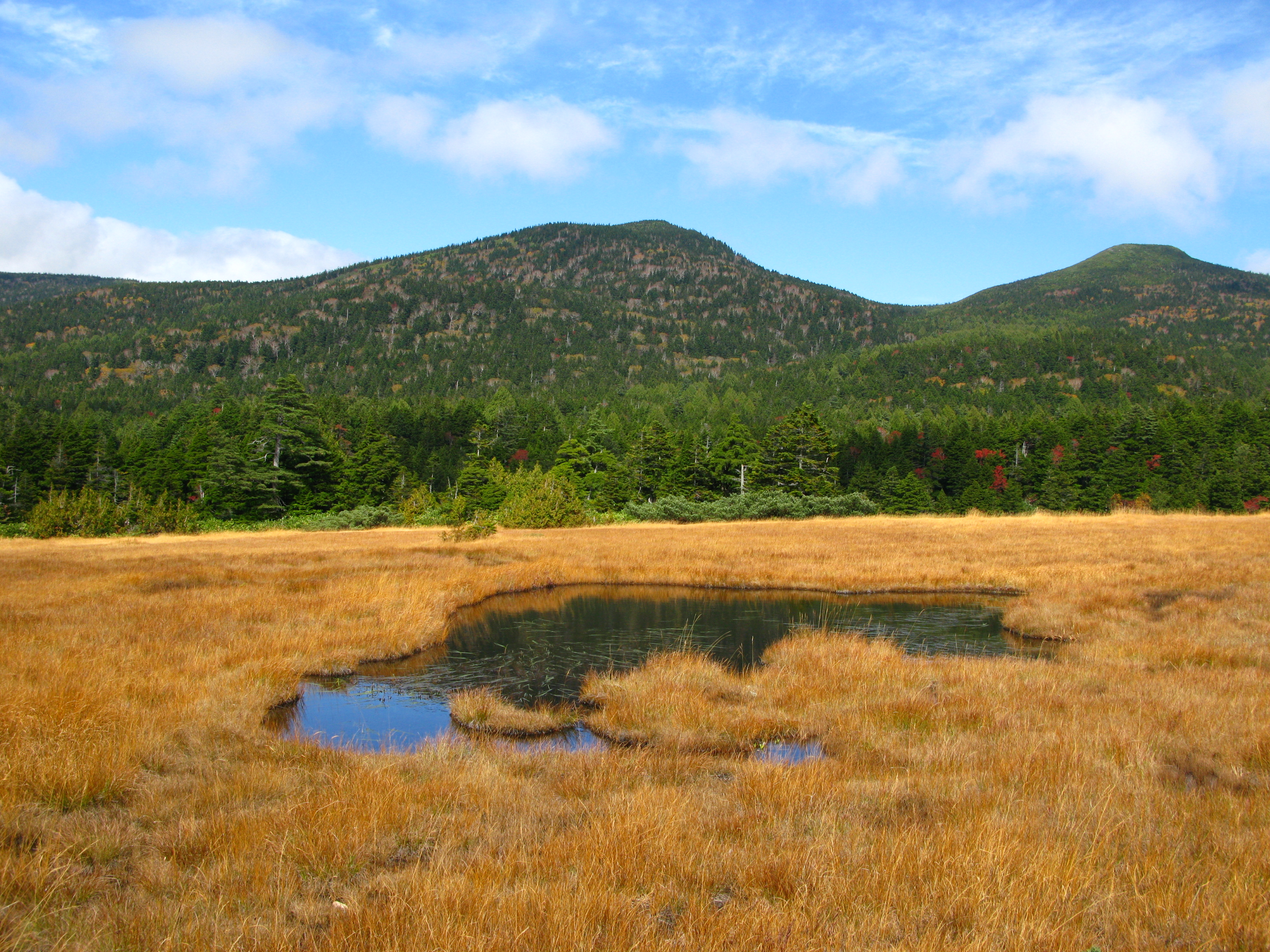
谷地平湿原、昭元山（中央）と烏帽子山（右）